# ハリーズ・ロー 裏通り法律事務所
『ハリーズ・ロー 裏通り法律事務所』（原題: Harry's Law）は、アメリカ合衆国のNBCで2011年1月から2011年4月までシーズン1、2011年9月から2012年5月までシーズン2が放送されたデビッド・E・ケリー制作のテレビドラマ（海外ドラマ）シリーズである。
日本では、WOWOWで第1シーズンを「ハリーズ・ロー 裏通り法律事務所」として、2011年11月25日から2012年2月まで、第2シーズンを「続・ハリーズ・ロー 裏通り法律事務所」として、2012年10月22日から2013年4月まで放送された。またBS放送Dlifeでも2012年12月に第1話のみを先行放送、2013年2月から2013年4月まで第1シーズンが放送された。Dlifeでは、第2シーズンが放送中。

## 概要
特許法を専門に行う女弁護士ハリーが仕事にやりがいを感じられなくなり、やがては大手の法律事務所を追われてしまう。独立してシンシナティーに自身の法律事務所を開業し、そこへ舞い込む様々な依頼をハリーは、自らの信念で、貫き通すやり手の弁護士として活躍するコメディードラマである。

## メインキャスト
- ハリエット“ハリー”コーン / キャシー・ベイツ（日本語吹替：小宮和枝）
- アダム・ブランチ /  ネイト・コードリー（日本語吹替：川島得愛）
- ジェナ・バックストローム / ブリタニー・スノウ（日本語吹替：藤村歩）(シーズン1、シーズン2は準レギュラー)
- マルコム・デーヴィーズ / アムル・アミーン（日本語吹替：高橋英則）(シーズン1、シーズン2はゲスト扱い)
- トーマス”トミー”ジェファーソン / クリストファー・マクドナルド（日本語吹替：水内清光）(シーズン1は準レギュラー、シーズン2)

- オリヴァー・リチャード/ マーク・ヴァレー（日本語吹替：古澤徹　途中より相沢まさき）(シーズン2)
- キャシー・レイノルズ / カレン・オリーヴォ（日本語吹替：行成とあ）(シーズン2)
- フィービー・ブレイク / ジャスティン・ルーペ(シーズン2：エピソード15、16)

## サブキャラクター
- チュンホア・ラオ / アイリーン・ケン（日本語吹替：三ツ木勇気）(シーズン１、シーズン2)
- デミエン・ウィンズロー/ ジョニー・レイ・ギル（日本語吹替：）(シーズン1)
- レイチェル・ミラー/ ジョーダナ・スパイロ（日本語吹替：）(シーズン1)
- ジョッシュ”パック”ペイトン/ ポール・マクレーン（日本語吹替：内田直哉）(シーズン１、シーズン2)

## エピソード

### 第1シーズン
1. 「とんだ始まり」 Pilot
2. 「26ドルの奇跡」 Heat of Passion
3. 「無実の男」 Innocent Man
4. 「正義の報酬」 Wheels of Justice
5. 「裏切りと真実」 A Day in the Life
6. 「ギャングの掟」 Bangers in the House
7. 「アメリカン・ドリーム」 American Dreams
8. 「スラム街の片隅で」 In the Ghetto
9. 「掛け違えた愛情」 The Fragile Beast
10. 「クズの英雄」 Send in the Clowns
11. 「キレた検事」 With Friends Like These...
12. 「夢は歌に乗せて」 Last Dance

### 第2シーズン
1. 「またもや、とんだ始まり」Hosanna Roseanna
2. 「女の闘い」There Will Be Blood
3. 「意外な結末」Sins of the Father
4. 「罪深いブログ」Queen of Snark
5. 「神のみぞ知る」Bad to Worse
6. 「法と秩序」The Rematch
7. 「自由の国」American Girl
8. 「ある一線」Insanity
9. 「危険な伝統」Head Games
10. 「クリスマスの贈り物」Purple Hearts
11. 「予期せぬ訪問者」Gorilla My Dreams
12. 「命の切り札」New Kidney On the Block
13. 「失われた誠意」After the Lovin'
14. 「逆転の方法」Les Horribles
15. 「監視」Search and Seize
16. 「母の決断」The Lying Game
17. 「セックス・アンド・シンシナティ」The Contest
18. 「残酷なリアリティ」Breaking Points
19. 「39人の被告人」And the Band Played On
20. 「この町の仲間」Class War
21. 「緊迫の一日」The Whole Truth
22. 「さよならは歌に乗せて」Onward and Upward

## スタッフ
- 製作総指揮：デビッド・E・ケリー、ビル・デリア
- 企画：デビッド・E・ケリー
- 音楽：トランセンダーズ、ダニー・ラックス
- 撮影：マイケル・ローマン
- 編集：マイケル・ハサウェイ、フィリップ・カール・ニール、ブレット・スピーゲル、ション・デビッド・バクストン、ジョン・ヒース

## 日本語吹替版制作スタッフ
- 演出：簑浦良平
- 翻訳：松崎広幸
- 法律監修：弁護士法人　畑中鐡丸法律事務所
- 調整：北浦祥子
- 制作進行：関澤里紗、喜多咲紀子
- 制作：ACクリエイト